# Хронологія рекордів України в приміщенні з естафетного бігу 4×400 метрів серед жінок
Рекорди України з естафетного бігу 4×400 метрів в приміщенні визнаються Федерацією легкої атлетики України з-поміж результатів, які показали українські жіночі легкоатлетичні квартети на біговій доріжці критих арен, за умови дотримання встановлених вимог.

## Хронологія рекордів
|                                                         | Час     | Команда                                                                  | Місто змагань | Дата змагань | Примітки | Відео |
| ------------------------------------------------------- | ------- | ------------------------------------------------------------------------ | ------------- | ------------ | -------- | ----- |
| 1                                                       | 3.30,43 | Україна Тетяна Мовчан Аеліта Юрченко Галина Місірук Ольга Мороз          | Париж         | 09.03.1997   |          |       |
| Чемпіонат світу в приміщенні, Палац спорту «Берсі», ф5. |         |                                                                          |               |              |          |       |
| 2                                                       | 3.30,38 | Україна Вікторія Ткачук Анастасія Бризгіна Катерина Климюк Анна Рижикова | Торунь        | 07.03.2021   | [ 1 ]    |       |
| Чемпіонат Європи в приміщенні, Арена Торунь, ф5.        |         |                                                                          |               |              |          |       |
| 4 роки, 10 днів від дати встановлення                   |         |                                                                          |               |              |          |       |